# مود هاتشينز
مود هاتشينز (بالإنجليزية: Maude Hutchins)‏ (1899، نيويورك في الولايات المتحدة - 28 مارس 1991، فيرفيلد في الولايات المتحدة)؛ كاتِبة وروائية أمريكية.